# Maryhill (Stati Uniti d'America)
Maryhill è un census-designated place (CDP) degli Stati Uniti d'America della contea di Klickitat nello Stato di Washington. La popolazione era di 58 abitanti al censimento del 2010.

## Geografia fisica
Maryhill è situata a 41°40′04″N 103°05′56″W (41.667643, -103.098787).
Secondo lo United States Census Bureau, ha un'area totale di 2,8 mi² (7,25 km²).

## Storia
Maryhill prende il nome dalla moglie e figlia dell'icona regionale Sam Hill, che acquistò terreni e immaginò una comunità lì poco dopo la fine del XX secolo. All'inizio l'area era conosciuta come "Columbia" o "Columbus". Nel 1909, i commissari della contea di Klickitat avevano accettato il nome della città come Maryland - proposto da Sam Hill e Associati che avevano progettato la città. Tuttavia, questo nome è stato respinto dalle autorità postali in quanto non avrebbero accettato un nome corrispondente a uno stato quindi è stata rinominata come Maryhill.
Hill ha utilizzato la sua proprietà di Maryhill per costruire le prime strade asfaltate nel Pacifico nord-occidentale, il Maryhill Museum of Art (originariamente inteso come una grande residenza per le colline), il Maryhill Stonehenge, un monumento ai morti della contea di Klickitat nella prima guerra mondiale nella forma di una replica di Stonehenge, e una comunità pianificata. Nato quacchero, Hill sperava di attrarre una comunità quacchera nel Washington orientale. I suoi piani non si materializzarono mai e gli edifici della città che costruì bruciarono diversi anni dopo.
Hill intendeva la replica di Stonehenge per esprimere che la guerra moderna (come i sacrifici druidi mentre li comprendeva) era una forma di inutile sacrificio umano.

## Società

### Evoluzione demografica
Secondo il censimento del 2010, la popolazione era di 58 abitanti.

### Etnie e minoranze straniere
Secondo il censimento del 2010, la composizione etnica della città era formata dal 77,59% di bianchi, lo 0% di afroamericani, l'1,72% di nativi americani, l'1,72% di asiatici, lo 0% di oceanici, il 6,90% di altre razze, e il 12,07% di due o più etnie. Ispanici o latinos di qualunque razza erano il 15,52% della popolazione.